# Monument voor Peter I (Michailovski-kasteel)

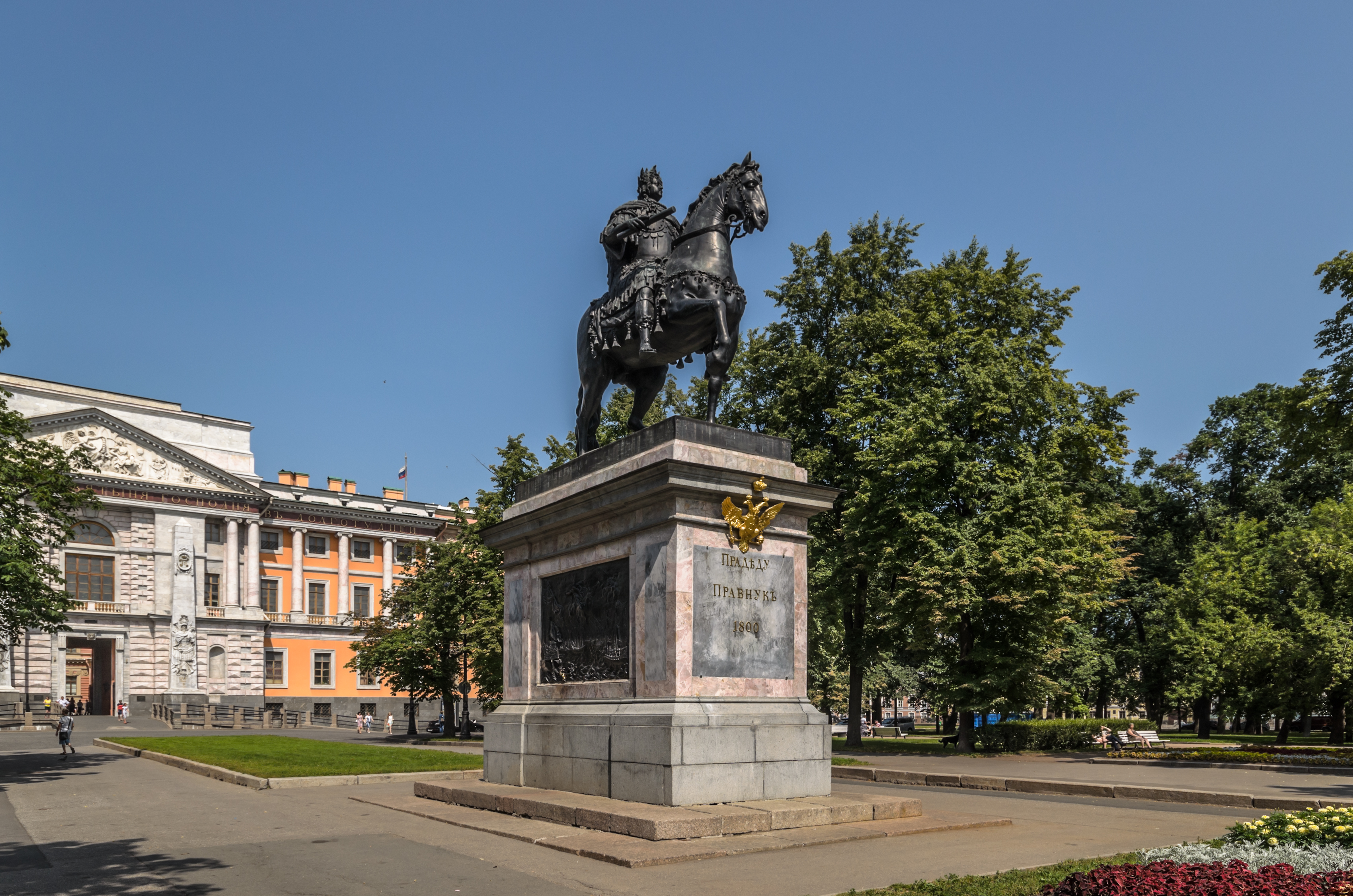
Het standbeeld in 2013.

Het Monument voor Peter I (Russisch: памятник Петру I) is een bronzen ruiterstandbeeld aan de voorkant van het Michailovski-kasteel in Sint-Petersburg. In opdracht van tsaar Peter de Grote werd het beeld in 1716-1724 ontworpen door de Italiaanse beeldhouwer Carlo Bartolomeo Rastrelli; het duurde tot 1800 voor het monument daadwerkelijk onthuld werd.

## Geschiedenis
In 1716 gaf Peter de Grote Rastrelli de opdracht om een ruiterstandbeeld te ontwerpen ter ere van de overwinning op Zweden in de Grote Noordse Oorlog. Na acht jaar was er in 1724 een model klaar dat door de tsaar was goedgekeurd. Echter overleed Peter I het jaar daarna, waarna het werk aan het standbeeld werd gestaakt.
Het werk kwam in 1745-1747 tot een einde, waarna het in een lokaal magazijn werd opgeslagen. Ondertussen liet Catherina de Grote eveneens een ruiterstandbeeld vervaardigen, ter nagedachtenis aan haar voorganger Peter I — de Bronzen Ruiter, het bekendste standbeeld van Peter de Grote in Sint-Petersburg. Ze wilde haar naam hieraan verbinden om zo haar positie als Peters opvolger te laten blijken.
Uiteindelijk werd het Monument voor Peter I opgericht in 1800, onder de regering van tsaar Paul I. Het werd geplaatst op een sokkel en er werd Fins marmer gebruikt. Er zijn scènes afgebeeld uit de Slag bij Poltava en de Zeeslag bij Hanko. In opdracht van Paul I werd de tekst Прадеду - правнук (Voor overgrootvader van achterkleinzoon) toegevoegd. Dit verwees naar de tekst op de Bronzen Ruiter, Petro Primo Catherina Secunda (Voor Peter I [van] Catherina II).
Tijdens de Tweede Wereldoorlog werd het ruiterstandbeeld van zijn sokkel gehaald en verborgen tijdens de Slag om Leningrad. In 1945 werd het beeld gerestaureerd en herplaatst.

## Galerij

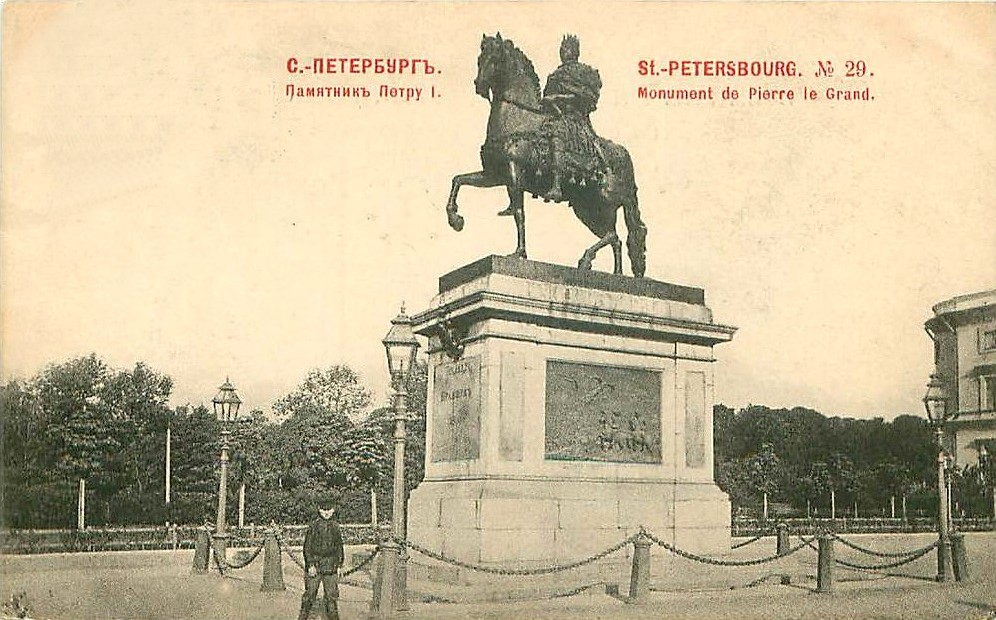
Standbeeld op een negentiende-eeuwse foto.
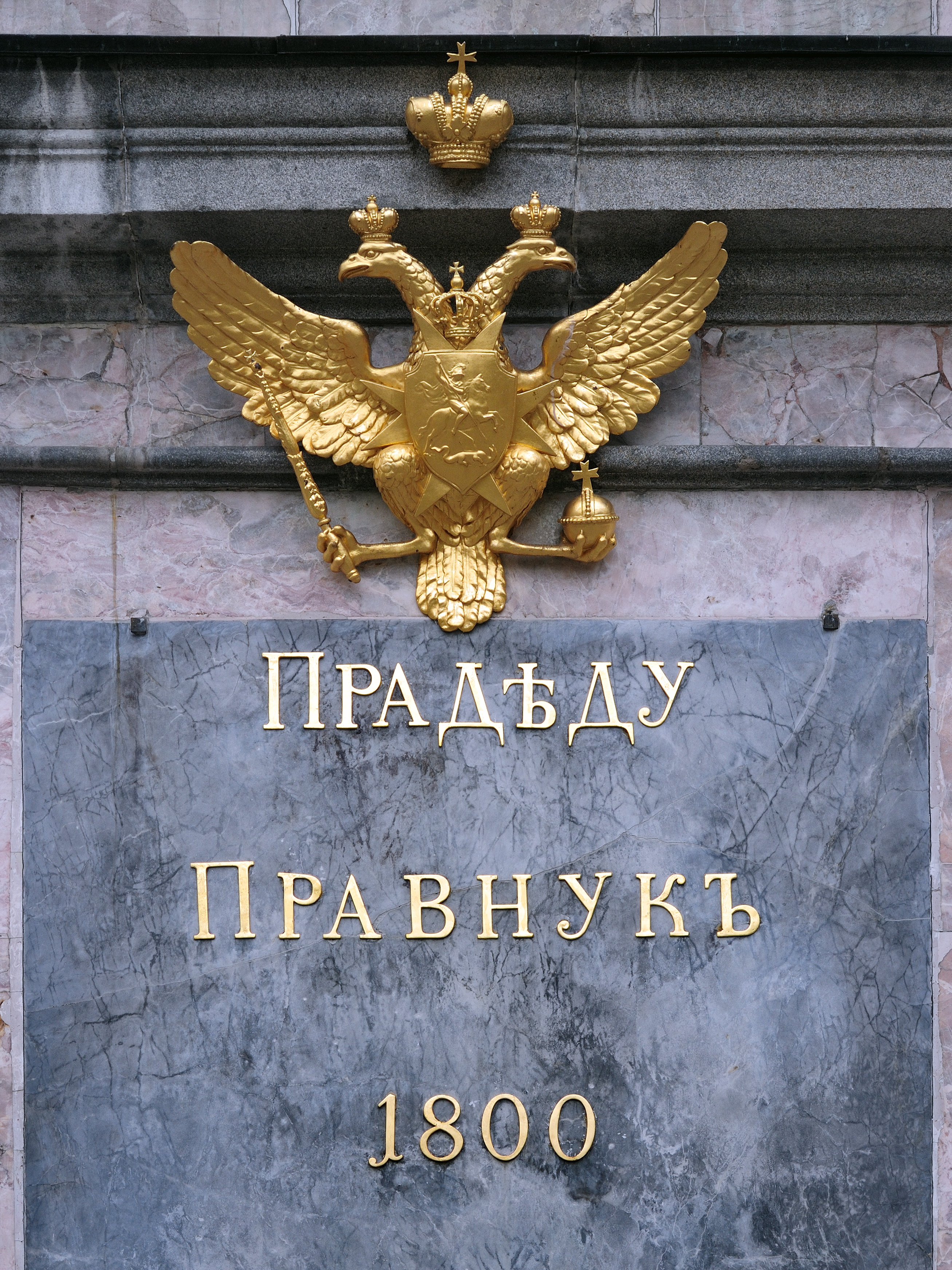
Inscriptie.
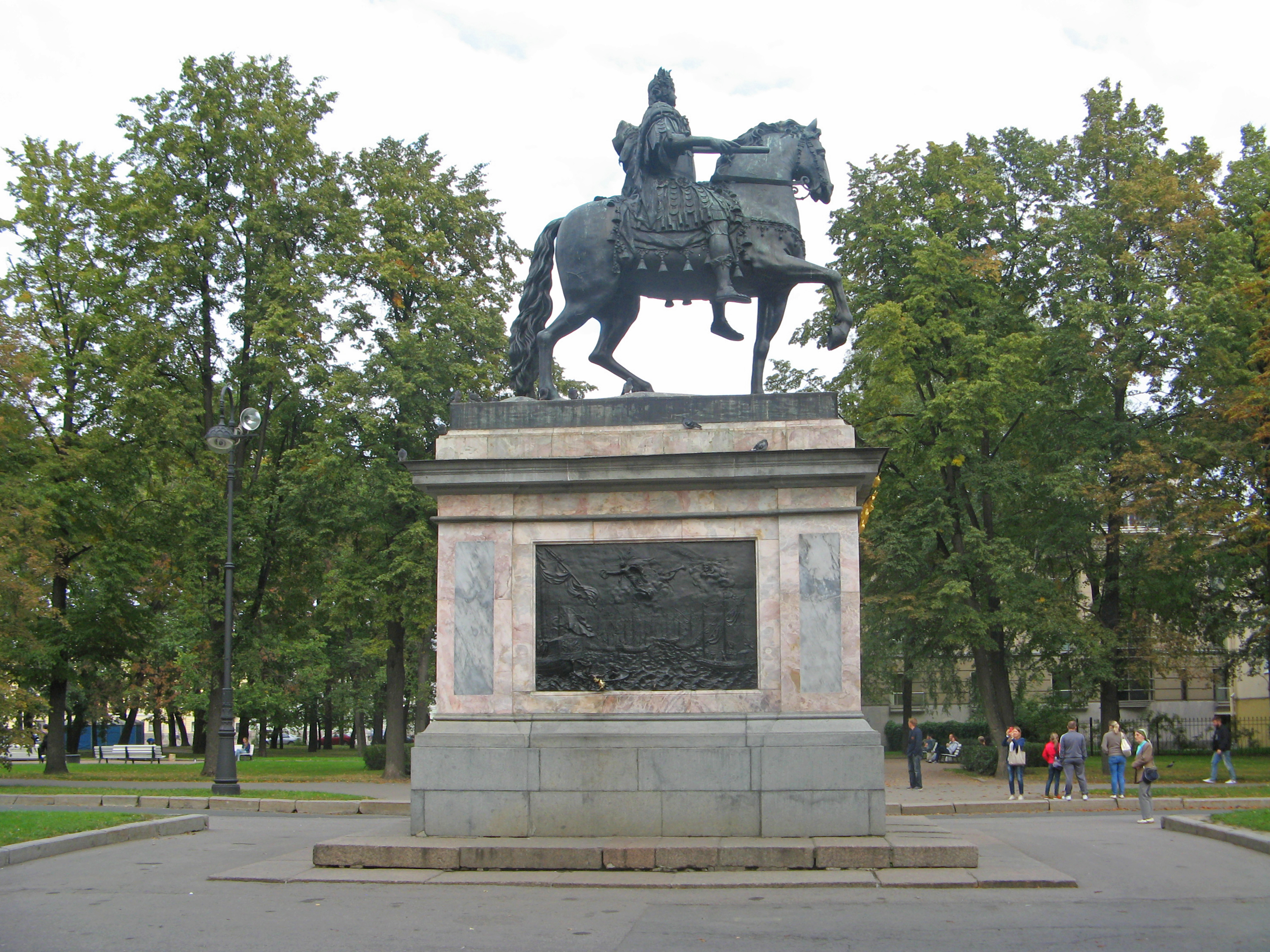
Standbeeld vanaf de zijkant.